# قائمة قرارات مجلس الأمن التابع للأمم المتحدة لعام 1957
تتضمن قائمة قرارات مجلس الأمن التابع للأمم المتحدة لعام 1957 جميع القرارات الصادرة عن مجلس الأمن التابع للأمم المتحدة خلال العام 1957.

## القائمة
| رقم القرار | الرمز            | نص القرار                         | موضوع القرار                           |
| ---------- | ---------------- | --------------------------------- | -------------------------------------- |
| 122        | S/RES/122 (1957) | نص الوثيقة على موقع الأمم المتحدة | مسألة الهند وباكستان                   |
| 123        | S/RES/123 (1957) | نص الوثيقة على موقع الأمم المتحدة | مسألة الهند وباكستان                   |
| 124        | S/RES/124 (1957) | نص الوثيقة على موقع الأمم المتحدة | قبول أعضاء جدد في الأمم المتحدة: غانا  |
| 125        | S/RES/125 (1957) | نص الوثيقة على موقع الأمم المتحدة | قبول أعضاء جدد في الأمم المتحدة: ملايا |
| 126        | S/RES/126 (1957) | نص الوثيقة على موقع الأمم المتحدة | مسألة الهند وباكستان                   |

## المرجع
1. ↑  "Security Council Resolutions" (بالإنجليزية). الأمم المتحدة. Archived from the original on 2018-08-13. Retrieved 22 شباط / فبراير 2017. {{استشهاد ويب}}: تحقق من التاريخ في: |تاريخ الوصول= (help)